# Kennesaw State University
Kennesaw State University (også kendt Kennesaw State, og KSU) er et offentlig amerikansk universitet i Kennesaw, Georgia. Kennesaw State blev grundlagt i 1963, som Kennesaw Junior College. 10 år senere blev skolen omdøbt til Kennesaw College, og i 1996 skiftede den navn til det nuværende Kennesaw State University. Med 47.845 studerende er KSU det tredje største universitet i Georgia kun overgået af University of Georgia og Georgia State University. I dag er Kennesaw State University organiseret i elleve colleges og tilbyder 76 bacheloruddannelser, 43 kandidatuddannelser og 5 doktorgrader. I november 2013 blev det offentliggjort at Kennesaw State University og Southern Polytechnic State University bliver slået sammen til én institution kaldet Kennesaw State University. Sammenlægningen skete officielt i efteråret 2015 og øgede det samlede antal studerende til over 31.000.
Kennesaw State's sportshold er en vigtig del af både nuværende og tidligere studerendes liv. De er kendt som The Owls og konkurrerer i den bedste amerikanske kollegiale række. Kennesaw State University annoncerede i starten af 2013 at de ville starte et amerikanske fodboldhold i efteråret af 2015. I alt dyrker de studerende 18 sportsgrene på højeste kollegiale niveau og deltager siden sommeren 2024 i Conference USA sportskonferencen.

## Colleges og uddannelser
Kennesaw State er opdelt i elleve colleges og tilbyder 76 bacheloruddannelser, 43 kandidatuddannelser og 5 doktorgrader.
- College of Architecture and Construction Management (CACM)
- Robert S. Geer Family College of the Arts
- Michael J. Coles College of Business
- College of Computing and Software Engineering (CCSE)
- Bagwell College of Education (BCOE)
- Southern Polytechnic College of Engineering and Engineering Technology (SPCEET)
- Wellstar College of Health and Human Services (WCHHS)
- Norman J. Radow College of Humanities and Social Sciences (RCHSS)
- College of Science and Mathematics (CSM)
- KSU Journey Honors College
- Graduate College